# SN 2010gg
SN 2010gg – supernowa typu II odkryta 12 lipca 2010 roku w galaktyce E602-G25. W momencie odkrycia miała maksymalną jasność 17,70m.